# El Infiernillo
El Infiernillo ist eine große Talsperre in Mexiko. Der Name Infiernillo bedeutet übersetzt „Kleine Hölle“. Außerdem trägt sie den Namen "Presa Adolfo Lopez Mateos" nach dem ehemaligen Präsidenten Mexikos Adolfo López Mateos. Sie liegt ca. 70 Kilometer von La Tzaráracua entfernt in der Gemeinde Arteaga in den Bundesstaaten Michoacán und Guerrero und in der Sierra Madre del Sur.
Der Stausee ist mehr als 100 Kilometer lang. Die Flüsse Río Tepalcatepec und Río Balsas (auch Rio de las Balsas) werden hier aufgestaut.
Das Absperrbauwerk, ein Staudamm aus Erdstoffen, ist 175 Meter hoch. (Es gibt auch andere Angaben von 140 oder 150 Metern.)
Die Talsperre wurde am 15. Juni 1964 in Betrieb genommen und 1966 eingeweiht. Ihr Wasserkraftwerk wurde erst 1975 voll ausgebaut. Seine Leistung betrug ab 1963 zunächst 675 MW, 1975 kamen 1030 MW dazu, zusammen 1705 MW. El Infiernillo ist eines von vier Wasserkraftwerken im Staat Guerrero. Die anderen sind La Venta, La Villita und El Caracol.